# غزال كلارك
غزال كلارك (الاسم العلمي:Ammodorcas clarkei ) ويعرف أيضا باسم غزال ديباتاغ هو غزال نحيل متوسط الحجم موطنه إثيوبيا والصومال . يتميز بأرجل ورقبة طويلة . غالبًا ما يتم الخلط بينه وبين الجرنوق نظرًا لتشابههما المذهل. يبلغ طول الرأس والجسم من 103-117 سم (41-46 بوصة) ويصل طوله من 80-90 سم (31-35 بوصة). يزن الذكور من 20-35 كغم (44 -77 رطل) والإناث 22-29 كغم (49-64 رطل) ويتراوح طول القرون المنحنية (الموجودة فقط عند الذكور) بين 10 و 25 سنتيمتر (3.9 و 9.8 بوصة) . لون الفرو في الأجزاء العلوية من الجسم رمادي ، في حين أن المناطق الظهرية والجانبية لونها يميل إلى البني المحمر. والأجزاء السفلية والأرداف وفرو الأقدام من الداخل كلها بلون أبيض. توجد علامات ظاهرة ومميزة على الوجه بينما لا يوجد أي منها على جوانب الجسم أو الأرداف.
عندما تشعر غزلان الديباتاغ بوجود خطر ، فإنها تختبئ خلف الغطاء النباتي ، وتقف ثابتة بلا حراك وتستخدم رقبتها الطويلة للنظر فوق الغطاء النباتي لتقييم الخطر. وعندا تتم ملاحقتها تهرب ورؤوسها مقوسة للخلف مشيا سريعا بدلاً من الجري بسرعة. تشمل الحيوانات المفترسة الشائعة لهذه الحيوانات الفهود والأسود والضباع وكلاب الصيد الأفريقية والبشر.